# Transmissió síncrona vs. asíncrona
Les transmissions síncrones i asíncrones són dos mètodes diferents de sincronització de transmissions. Les transmissions síncrones se sincronitzen mitjançant un rellotge extern, mentre que les transmissions asíncrones se sincronitzen mitjançant senyals especials enviades conjuntament pel mitjà de transmissió (bit d'arrencada i bits d'aturada).

## La necessitat de sincronització
Sempre que un dispositiu electrònic transmet dades digitals (i de vegades analògiques) a un altre, hi ha d'haver un cert ritme establert entre els dos dispositius, és a dir, el dispositiu receptor ha de tenir alguna forma de, dins del context del senyal fluctuant que està rebent, determinar on comença i on acaba cada unitat de dades.

## Mètodes de sincronització
Hi ha dues maneres de sincronitzar els dos extrems de la comunicació.
- Els mètodes de transmissió síncrona utilitzen dos senyals diferents. Un pols en un senyal indica quan un altre bit d'informació està llest a l'altre senyal.
- Els mètodes de transmissió asíncrona utilitzen només un senyal. El receptor utilitza transicions en aquest senyal per determinar la velocitat de bits del transmissor ("autobaud") i la sincronització, i configura un rellotge local amb la sincronització adequada, generalment usant un bucle de bloqueig de fase (PLL) per sincronitzar amb la velocitat de transmissió. Un pols del rellotge local indica quan un altre bit està llest

### Transmissió síncrona

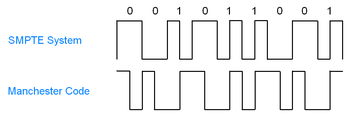
transmissió síncrona d'un sol fil

En les comunicacions síncrones, el flux de dades que es transferirà es codifica com a nivells de voltatge fluctuants en un cable (les 'DADES') i un pols periòdic de voltatge en un cable separat (anomenat "RELLOTGE" o "ESTROBO") que indica el receptor "el bit de DADES actual és 'vàlid' en aquest moment". Pràcticament tots els protocols de comunicacions paral·lels utilitzen transmissió síncrona. Per exemple, en un ordinador, la informació de direcció es transmet síncronament: els bits de direcció a través del bus d'adreces i els llums estroboscòpics de lectura o escriptura del bus de control.
Un u lògic sindica quan hi ha dues transicions en el mateix període com un zero. A la codificació de Manchester, una transició de baix a dalt indica un ui una transició d'alt a baix indica un zero. Quan hi ha uns o zeros successius, cal una transició oposada a la vora del marc de temps per preparar-se per a la següent transició i senyal.

### Transmissió asíncrona
La transmissió asíncrona és la més utilitzada; la transmissió asíncrona d'arrencada-parada , utilitza una temporització de 'bits' gairebé constant (cal +/- 5% de precisió en l'oscil·lador local en ambdós extrems de la connexió). Usant aquest mètode, el receptor detecta la 'primera' transició de flanc... (el bit d'INICI), espera 'mitjà bit' i després llegeix el valor del senyal. S'executa un retard addicional d'una "durada de bit complet" abans que es llegeixi el següent bit de dades, repetint-se durant tota la paraula en sèrie (normalment 7/8 bits de dades). Un bit de PARITAT opcional segueix els bits de dades i precedeix els bits de parada. Finalment, s'hi afegeixen un o més bits de PARADA per identificar el final de la paraula de dades i per garantir que hi hagi una transició de bits quan es transmeti el següent bit d'INICI.
L'estructura de paraules utilitzada en les comunicacions sèrie asíncrones típiques és START-DATA[0:7]-PARITY[optional;0]-STOP[0:1 ]. Aquestes variables de format s'especifiquen en configurar els nodes de transmissió i recepció abans que es facin les comunicacions. La durada del bit es determina a partir de la velocitat de bits nominada en bits per segon (bit/s)... 300, 1200, 9600, 19200, 115200, etc. L'ús de la paraula BAUD no és estrictament correcte a l'aplicació moderna de canals sèrie. Es detecten condicions especials de nivell i sincronització per identificar una condició de circuit obert (BREAK).